# Stefon Harris
Pour les articles homonymes, voir Harris.
Stefon Harris (né le 23 mars 1973) est un vibraphoniste américain de jazz. En 1999, le Los Angeles Times  dit de lui qu'il est « l'un des plus importants artistes de jazz ».
Il est très demandé en sideman dans plusieurs groupes : Stefon Harris a joué avec Kenny Barron, Steve Turre, et Charlie Hunter et a enregistré plusieurs disques en sideman et en leader.

## Note et référence
1. ↑  "Faces to Watch '99" dans le Los Angeles Times, 3 janvier 1999, p. 10.